# 松下宗之
松下 宗之（まつした むねゆき、1933年2月15日 - 1999年2月9日）は、日本のジャーナリスト、元朝日新聞社社長。

## 経歴
東京市深川区御船蔵前町（現東京都江東区新大橋）で歯科医師の父幸雄、母さだゑの次男として生まれる。1945年3月10日の東京大空襲で父を失い、終戦を両親の故郷である長野県で迎える。1954年、長野県飯田長姫高等学校定時制を卒業し、医者を目指して東京大学教養学部理科二類に入学したが文学部へ転部。1958年、東京大学文学部美学・美術科を卒業、朝日新聞東京本社に入社。山形支局、浦和支局を経て1962年4月政治部員となる。1974年8月政治部次長、1975年11月内勤次長、1977年1月編集委員、1978年5月論説委員兼務、1983年8月政治部長、1987年6月東京本社編集局次長、1989年5月東京本社編集局長、1991年6月取締役・東京本社編集局長、1992年4月常務取締役（総務・労務担当）、1993年8月常務取締役（編集担当）、同年12月専務取締役（編集担当）、1994年8月代表取締役専務取締役（編集担当）を歴任して、1996年6月社長に就任。1998年夏から肺癌を患い、社長在任中の1999年2月9日、肺炎のため死去、65歳。
東京本社編集局長時代にソ連のゴルバチョフ大統領（1990年12月）、北朝鮮の金日成主席（1992年）と会見。社長時代にはフランスのシラク大統領（1996年11月）、韓国の金大中次期大統領（1998年1月）、中国の江沢民国家主席（1998年11月）と会見している。
1996年6月にテレビ朝日の大株主（テレ朝株式の21.4％保有）だった旺文社が孫正義とオーストラリア出身のメディア王ルパート・マードックのグループに全株式を譲渡すると、その対策に取り組み、翌1997年春に全株式を買い戻した。また、広告収入が激減する中でもカラー紙面や増ページのための生産設備増強を推進する一方、賃金が年功にリンクして定年まで上昇し続ける、いわゆる「電産型賃金体系」を、「能力・実績」重視型の給与体系に改めようとした。